# Ooststellingwerf
Ooststellingwerf – gmina w Holandii, w prowincji Fryzja. Jej siedzibą jest Oosterwolde. Na terenie gminy znajduje się również kilkanaście innych miejscowości: Appelscha, Donkerbroek, Elsloo, Fochteloo, Haule, Haulerwijk, Langedijke, Makkinga, Nijeberkoop, Oldeberkoop, Ravenswoud oraz Waskemeer.